# Yuzhmash
A A.M. Makarov Yuzhny Machine-Building Plant, ou PA Yuzhmash, em ucraniano: Виробниче Об'єднання Південний Машинобудівний Завод імені А.М. Макарова,
em russo: Производственное Объединение Южный Машиностроительный Завод имени А.М. Макарова, literalmente: Associação sulista de produção associativa de máquinas, batizada em homenagem a A.M. Makarov é uma empresa de manufatura Ucraniana, que produz desde foguetes, a equipamentos de agricultura, passando por ônibus, turbinas e satélites. 
É uma gigantesca empresa estatal, localizada em Dnipro, na Ucrânia.

## Indústria militar e espacial

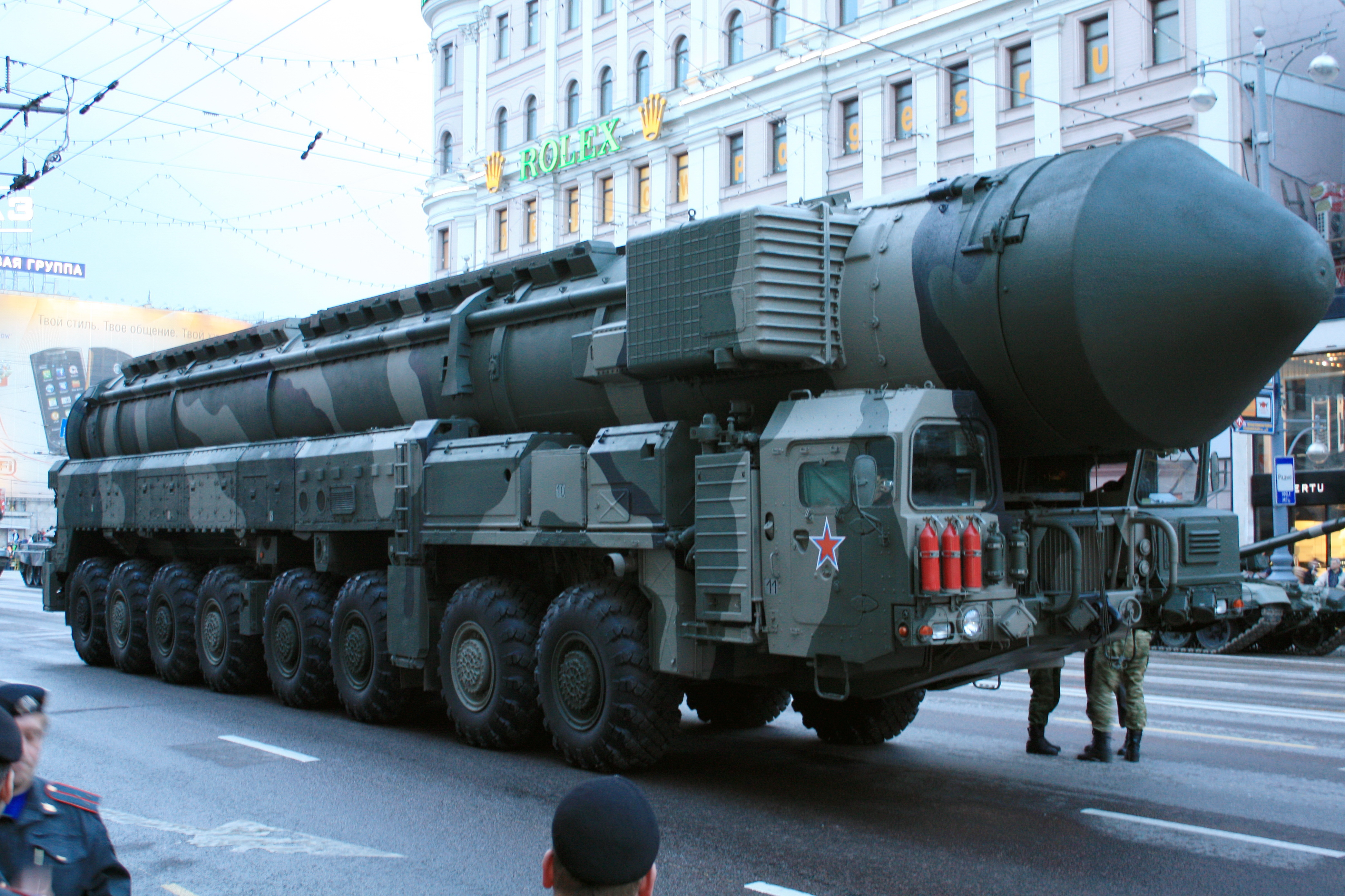
Um dos produtos da Yuzhmash, um míssil Topol-M em seu veículo de transporte.

### Mísseis
- R-5M
- R-12 Dvina
- R-14 Chusovaya
- R-16
- R-36
- RT-20
- R-36orb
- R-36M
- MR-UR-100
- 15A11
- RT-23 Molodets
- Grom (sistema de mísseis)

### Foguetes lançadores
- Kosmos (família de foguetes)
- Dnepr
- Tsyklon
  - Tsyklon-2
  - Tsyklon-3
  - Tsyklon-4
  - Cyclone-4M
- Zenit
- Reforçadores para o Energia (baseados no primeiro estágio do Zenit)

### Motores de foguete
- RD-843